# Silvestro Aldobrandini
Silvestro Aldobrandini (Firenze, 24 novembre 1499 – Roma, 6 giugno 1559) è stato un avvocato, giurista e politico italiano, padre di papa Clemente VIII e capostipite del ramo romano della famiglia Aldobrandini.

## Biografia
Del ramo Neri, nacque a Firenze da Pietro di Silvestro Aldobrandini (1461-1522) e da Lisa Flatri. Nel 1524 venne nominato Cancelliere e Segretario della Repubblica Fiorentina, ma nel 1530 divenne esule per l'opposizione che pose al potere di Alessandro. In seguito fu Auditore del duca di Urbino Francesco Maria I, nel 1535 fu nominato Governatore di Fano, dove gli nacque il figlio Ippolito, futuro papa col nome di Clemente VIII, e nel 1536 fu Vicegovernatore di Bologna. Infine, fu chiamato dal papa Paolo III come Auditore di Rota a Roma.
La sua tomba si trova nella Cappella Aldobrandini della Santa Maria sopra Minerva a Roma. La statua, che lo rappresenta sdraiato sul suo sepolcro, è opera del francese Nicolas Cordier detto il Franciosino.

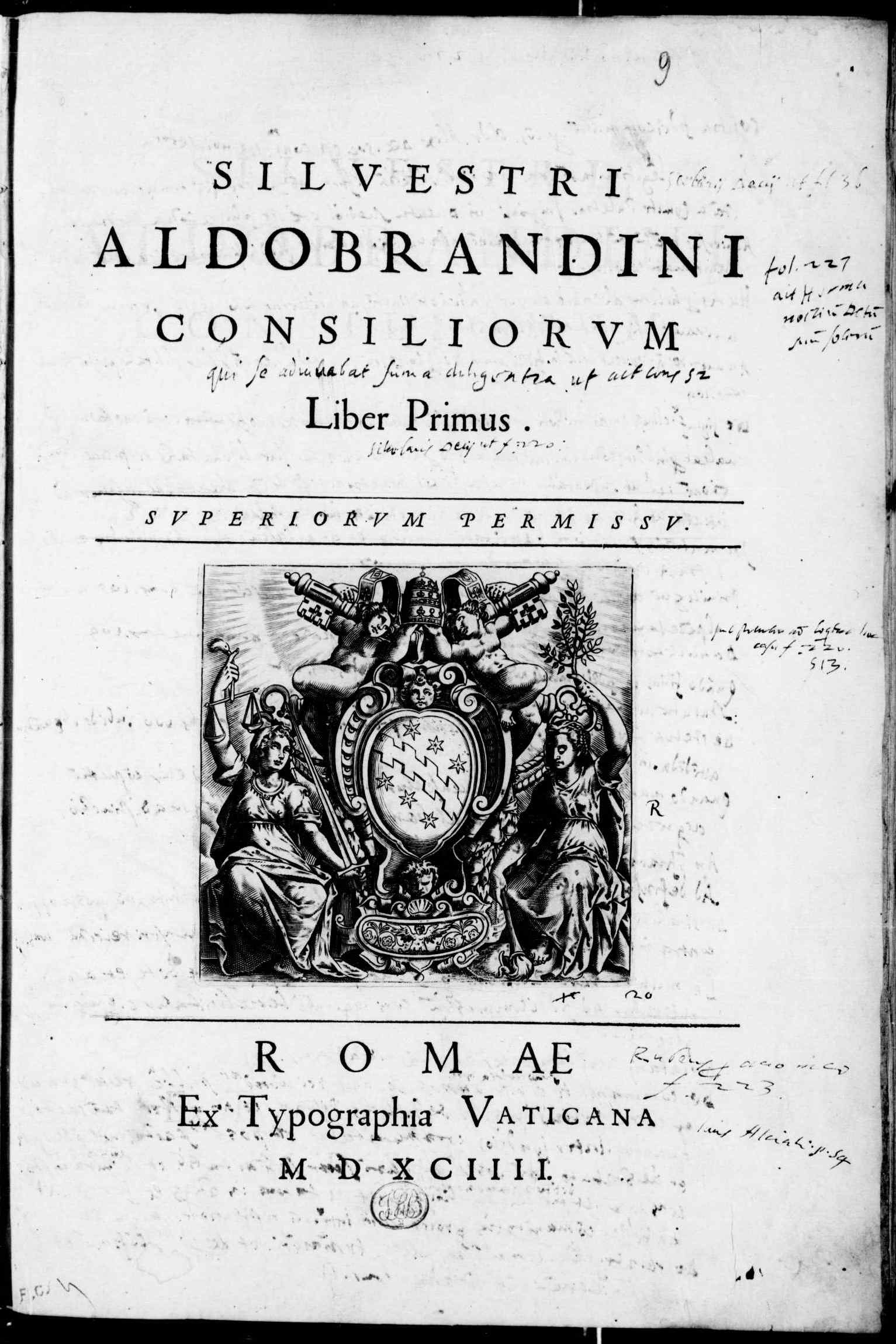
Consilia, 1594.

## Discendenza
Nel 1520 si sposò con Lisa Deti, figlia di Guido di Tommaso Deti, (... - 6 marzo 1557) e dal matrimonio nacquero:
- Tommaso dottore, letterato, grecista, segretario di Pio V
- Bernardo che in Roma sposò Livia Capizucchi
- Giovanni, vescovo di Imola nel 1569, Cardinale di San Simeone nel 1570, Penitenziere Maggiore (morto nel 1573)
- Ippolito poi Papa Clemente VIII
- Pietro, avvocato concistoriale padre del futuro Card. Pietro
- Ormanozzo, Filippo e Benedetto, morti giovani
- Giulia, moglie di Aurelio Passeri, genitori di Cinzio Passeri, il quale ricevette il cognome Aldobrandini dallo zio Papa.

## Opere
- (LA) Consilia, Roma, Stamperia Vaticana, 1594.
- (LA) Consilia, Vincenzo Castellano, 1617.